# Уральская консерватория имени М. П. Мусоргского
Уральская государственная консерватория имени М. П. Мусоргского (УГК) — федеральное государственное бюджетное образовательное учреждение высшего (ФГБОУ ВО), расположенное в Екатеринбурге. Открыта в 1934 по приказу № 112 Наркомпроса РСФСР от 13.02.1934, став первым музыкальным вузом на территории Урала, Сибири и Дальнего Востока. До 29.06.1945 консерватория называлась Свердловской (СГК).

## История

### Становление вуза
Первый педагогический коллектив Свердловской государственной консерватории состоял из представителей всех консерваторий, открытых в XIX — начале XX века при отделениях Русского музыкального общества: Петербургской, Московской, Киевской, Одесской, Саратовской, Тифлисской. Директор СГК М. П. Фролов получил образование в Киеве и в Петрограде/Ленинграде. Над новым вузом взяла шефство Московская консерватория в лице её директора — пианиста Г. Г. Нейгауза, приславшего в Свердловск своих выпускников Б. С. Маранц и С. С. Бендицкого. В 1934 были открыты отделения и кафедры специального фортепиано, вокальная, оркестровая. В 1935-36 появились отделения музыкального воспитания (с 1938 музыкально-педагогическое), композиторское, историко-теоретическое. В 1938 была сформирована кафедра теории, истории музыки и композиции. Во главе этих структур стояли: композитор и пианист М. П. Фролов (ученик Р. М. Глиэра и И. С. Миклашевской), вокалист Е. Е. Егоров (ученик В. М. Зарудной), скрипач М. И. Лидский (ученик Л. С. Ауэра), педагог-методист О. А. Апраксина (была направлена в СГК из Московской консерватории по распределению). В 1935 консерваторию посетил С. С. Прокофьев: зал, в котором он выступал, ныне носит его имя. Первый студенческий оркестр сформировал М. И. Паверман (ученик К. С. Сараджева). В 1939 была организована кафедра оперной подготовки, которую возглавил Б. С. Вепринский, затем А. В. Новиков; началось обучение игре на народных инструментах под руководством В. В. Знаменского. Весной 1939 состоялось открытие Свердловского отделения Союза композиторов СССР (ныне Союз композиторов Свердловской области). Его творческое ядро составили педагоги (М. П. Фролов, В. Н. Трамбицкий, В. И. Щелоков и др.) и выпускники консерватории. С их сочинениями в том же году ознакомился Д. Д. Шостакович. В первого выпуска и в связи со столетием со дня рождения М. П. Мусоргского (1939) консерватории было присвоено почетное имя русского композитора.

### Военное и послевоенное время
В период Великой Отечественной войны в СГК работали эвакуированные музыканты из Москвы, Ленинграда, Минска, Одессы, Харькова, Киева. Коллектив Киевской консерватории находился в городе в полном составе, и её директор А. М. Луфер руководил двумя вузами. Кафедру оперной подготовки возглавил дирижёр из Москвы А. Б. Хессин, кафедру специального фортепиано и камерного ансамбля — Г. М. Коган, затем ленинградские пианистки Н. И. Голубовская (1942) и Н. Н. Позняковская (1944); кафедрой истории музыки (с 1942 ставшей самостоятельной структурой) заведовал М. С. Пекелис, затем М. С. Друскин; кабинетом истории музыки руководила Т. Э. Цытович. В консерватории преподавали: скрипачи Д. Ф. Ойстрах и его учитель П. С. Столярский, И. М. Ямпольский, М. Б. Рейсон, виолончелист А. П. Стогорский, пианист Г. Г. Нейгауз, музыковеды и композиторы Л. А. Мазель, В А. Цуккерман, С. С. Богатырев, А. А. Гозенпуд, М. А. Гозенпуд, Д. В. Житомирский, Б. С. Штейнпресс, В. Я. Шебалин, Р. М. Глиэр, Д. Б. Кабалевский и другие. Отделением народных инструментов руководил киевлянин М. М. Гелис, создавший студенческий оркестр народных инструментов (1943). В 1942-44 были открыты кафедры камерного ансамбля, музыкальной комедии, хорового дирижирования, их возглавили А. А. Янкелевич, С. С. Бергольц и А. В. Преображенский, сформировавший хор дирижерско-хорового отделения. В 1943 при консерватории открылась Государственная музыкальная школа-десятилетка (с 2006 Уральский музыкальный колледж). Первым директором школы стал киевский пианист И. Д. Глезер.
Во время Великой Отечественной войны 1941—1945 Свердловская государственная консерватория приняла в свой состав многих известных музыкантов с оккупированных территорий страны, а также из Ленинграда (Петербурга) и Москвы. Эвакуированные музыканты преподавали в СГК, в основном, с июля 1941 по 1943—1944. Сроки их работы в Свердловске оказались разными — от нескольких месяцев до нескольких лет, иногда до конца 1950-х. Приведенный ниже перечень преподавателей СГК военных лет демонстрирует уникальность педагогического состава вуза, в котором объединились представители высших музыкальных школ страны.
Первым музыкантом, принятым в штат Свердловской консерватории в июле 1941, был эвакуированный из Минска композитор А. В. Богатырёв, первый председатель Союза композиторов Белорусской ССР. Самое значительное пополнение педагогических кадров Свердловской консерватории произошло за счет членов Московского отделения Союза композиторов СССР и коллектива Киевской консерватории. Эти организации были эвакуированы в Свердловск в полном составе.
Из московских композиторов к работе в СГК приступили: Р. М. Глиэр (председатель Оргкомитета СК СССР), В. А. Белый, Д. Б. Кабалевский, В. Я. Шебалин, Б. С. Шехтер, К. Р. Эйгес и др. Из музыковедов: В. А. Цуккерман, Л. А. Мазель, М. С. Пекелис, Т. Э. Цытович, А. М. Веприк, З. И. Городецкая, Е. С. Берлянд-Черная, Б. С. Штейнпресс, Д. В. Житомирский, П.(Д.) С. Рыбакова, Н. Р. Котлер, Л. Л. Христиансен и др. В группу киевских музыкантов входили композитор М. Г. Богомаз, музыковеды А. А. Гозенпуд, Ф. И. Аэрова, М. Ф. Гейлиг и др. Представителями ленинградского музыковедения явились М. С. Друскин и С. С. Богатырев.
Исполнительские школы страны наиболее широко были представлены приезжими пианистами. Из москвичей в Свердловске оказались Г. Г. Нейгауз, Г. М. Коган, М. И. Гринберг и др.; из Ленинграда в СГК работали Н. И. Голубовская и Н. Н. Позняковская; из Киева — А. М. Луфер, К. Н. Михайлов, М. А. Гозенпуд, Е. М. Сливак, А. А. Янкелевич, И. Д. Глезер, Т. Л. Логовинский, Б. Е. Милич, Е. И. Толпин и др. В должности концертмейстеров трудились одесские пианистки Р. Р. Гершель и А. М. Плещицер.
Из известных скрипачей и виолончелистов в Свердловске преподавали: И. М. Ямпольский, Д. Ф. Ойстрах (эпизодически) и его одесский учитель П. С. Столярский. Виолончельную школу Москвы представлял А. П. Стогорский. До 1946 г. в Свердловске работал ленинградский скрипач М. Б. Рейсон.
Дирижерами оперно-симфонического класса стали музыканты, эвакуированные из Москвы (А. Б. Хессин), Минска (Н. Б. Грубин), Ленинграда (Н. С. Рабинович), Киева (М. М. Канерштейн). Класс хорового дирижирования вели киевляне А. Г. Раввинов и Г. И. Компанеец.
В числе педагогов-вокалистов в Свердловской консерватории преподавали москвич В. И. Садовников и киевлянин Д. Г. Евтушенко. Отделение народных инструментов возглавил киевский музыкант М. М. Гелис.
Складывалась благоприятная ситуация для непосредственного общения представителей разных творческих школ. Заметно обогатилась концертно-театральная жизнь города. Местные и эвакуированные студенты получили возможность учиться у многих выдающихся музыкантов-педагогов. Среди приезжих студентов в Свердловской консерватории обучались: композиторы Э. С. Колмановский, А. А. Муравлев; вокалисты В. И. Борисенко, Л. И. Масленникова, М. Н. Звездина; пианисты С. Л. Дижур, Ю. А. Муравлев, Б. Б. Тузман, И. З. Зетель, Н. Л. Штаркман; скрипачи Е. А. Муравлева (Чугаева); музыковеды М. А. Берко, В. А. Обрам и многие другие.
Благодаря сотрудничеству профессоров различных консерваторий в военные годы в Свердловской консерватории открылась аспирантура по специальности «Музыковедение», состоялись первые защиты диссертаций по специальности «Музыкальное искусство», были проведены первые научные сессии (конференции); одна из них посвящена уральской музыкальной культуре.
После реэвакуации приезжих музыкантов произошло сокращение специализаций и кафедр: были ликвидированы отделения музыкальной педагогики (1944) и народных инструментов (1945), потеряла самостоятельность кафедра камерного ансамбля (1946). Позитивным решением явилось открытие национальных студий для народов Урала и Сибири, что стало основанием для переименования вуза из Свердловской в Уральскую консерваторию (Распоряжение Совнаркома СССР и приказ Управления по делам искусств при СНК РСФСР № 9972 р. от 29 июня 1945). Негативное воздействие Постановления ВКП(б) 1948 сказалось на творческой и педагогической работе композиторов: с должности председателя Свердловского отделения СК РСФСР был снят профессор В. Н. Трамбицкий, уволен из УГК доцент О. К. Эйгес. В 1949 закрыли кафедру музыкальной комедии.

### Вторая половина XX века
Плодотворное поступательное развитие консерватории началось с 1950-х. На оркестровом факультете были сформированы две самостоятельные кафедры: струнных и духовых инструментов (заведующие С. Я. Мадатов, затем Г. Д. Цомык и В. И. Щелоков); появилась кафедра общего фортепиано (А. А. Петренко), вновь приобрела автономию кафедра камерного ансамбля (Б. И. Певзнер); в 1963 была организована кафедра народных инструментов (Е. Г. Блинов). С 1955 началось обучение студентов из Монгольской народной республики. С 1957 в УГК появилось периодическое издание «Научно-методические записки». В 1970 была открыта кафедра оркестрового дирижирования под руководством М. И. Павермана. Благодаря его выпускнику Е. В. Колобову заметно вырос художественный уровень студенческих оперных спектаклей. С 1972 разделены кафедры композиции и теории музыки (заведующие Н. М. Пузей и В. П. Костарев) и организован кабинет народной музыки (В. В. Бакке); в 1973 образована кафедра методики, педагогики и специального фортепиано (И. З. Зетель). В 1973 открыт Факультет повышения квалификации (ФПК) для педагогов среднего звена (декан Л. Г. Бендерский). Консерватория начала проводить мероприятия всероссийского и всесоюзного уровней: первыми стали Всероссийский фестиваль учащихся музыкальных училищ (1967) и конференции, инициированные проректорами по научной работе Г. П. Рогожниковой и Н. А. Вольпер. В 1974 организуется ансамбль старинной музыки (В. П. Мильштейн, Е. А. Рубаха). С 1981 разворачивается работа Оперной студии. В 1989 на базе ФПК формируется Научно-методический центр (НМЦ) во главе с В. И. Рензиным. К 150-летнему юбилею М. П. Мусоргского (1989) в УГК был проведен Всесоюзный конкурс вокалистов.
Годы «перестройки» и начало 1990-х оказали противоречивое воздействие на работу консерватории. Сократился контингент студентов и педагогов, прекратили существование Оперная студия и Научно-методический центр, часть помещений была сдана в аренду, что повлекло за собой сокращение фонда библиотеки. Вместе с тем открылись возможности проявления собственных инициатив. Были созданы: Учебный кабинет электронной музыки (1990, заведующая Т. В. Комарова), кафедра звукорежиссуры (1993, заведующий В. М. Цеханский) и студия звукозаписи «Урал» (1995, директор В. В. Келлер). Консерватория приняла участие в становлении новых музыкальных вузов и музыкальных факультетов в институтах культуры и искусства городов Урала (Магнитогорск, Челябинск) и Сибири (Тюмень, Якутск). Возникли двусторонние международные контакты, появились студенты из Китая, Южной Кореи, Колумбии, Мексики и других стран.

### Консерватория в XXI веке
Уральская государственная консерватория имени М. П. Мусоргского в XXI веке представляет собой творческий и научно-методический центр Уральского федерального округа, готовящий высокопрофессиональных музыкантов (исполнителей, педагогов, композиторов, исследователей, звукорежиссёров) для работы в России и за рубежом. В 2008 в УГК была открыта кафедра теории исполнительства и музыкальной педагогики (заведующая Е. Н. Федорович), в 2012 введена специализация по древнерусскому певческому искусству (руководитель О. Е. Шелудякова), в 2013 — по этномузыкологии (руководитель Т. И. Калужникова). По инициативе проректора по научной работе А. Г. Коробовой в 2012 сформирован новый Научно-методический центр (ныне — Центр дополнительного профессионального образования, начальник Н. К. Евдокимова). В настоящее время в консерватории регулярно проходят премьеры спектаклей Оперной студии (была возрождена в 2004), симфонические, камерные концерты и конкурсы. В их числе международные конкурсы: конкурс пианистов «Русский сезон в Екатеринбурге», конкурс трубачей и ансамблей медных духовых инструментов им. В. И. Щелокова, Екатеринбургский международный конкурс юных вокалистов академического жанра, фестивали-конкурсы электроакустической музыки и мультимедиа «>SYNC»; всероссийский фестиваль «Голоса народных инструментов», музыковедческий конкурс работ студентов средних специальных учебных заведений РФ и стран СНГ «Уральский молодежный форум» и другие. С начала XXI века проводятся многожанровые ассамблеи искусств и научные конференции международного уровня. Особо значимыми для вуза являются мероприятия, посвященные М. П. Мусоргскому и П. И. Чайковскому: с Домом-музеем П. И. Чайковского в Алапаевске консерваторию связывают многолетние творческие контакты. Жизнь консерватории освещается в собственных периодических изданиях: «Музыка в системе культуры: научный вестник Уральской консерватории», журнал «Слово о музыке», газета «Концертный зал». С 2020 года Уральская государственная консерватория имени М.П. Мусоргского совместно с Московской государственной консерваторией имени П.И. Чайковского и Казанской государственной консерваторией имени Н.Г. Жиганова стала учредителем журнала «Музыкальное искусство Евразии. Традиции и современность».

## Здания
Основное здание консерватории на центральной площади города (пр. Ленина, 26) — памятник архитектуры XVIII—XIX вв., первый каменный дом Екатеринбурга, возведенный для Главного горного управления уральскими заводами (1737—1739, автор проекта Иоганн фон Баннер). В ходе реконструкции XIX в. (1833—1835, архитектор М. П. Малахов) был надстроен третий этаж, где ныне размещается Малый концертный зал им. С. Прокофьева. В 1950-е введено в эксплуатацию благоустроенное общежитие (ул. Малышева,31), ныне это второй учебный корпус. В 1965—1966 к старому зданию было пристроено новое — с театрально-концертным и спортивным залами, учебными аудиториями и помещениями для административных структур, библиотеки и читального зала (группа архитекторов под руководством М. В. Рейшера). В 1971 выстроено новое общежитие (ул. Щорса, 94 А).

## Структура

### Факультеты
- Факультет инструментального исполнительства
- Факультет вокально-хорового искусства, музыковедения, композиции и звукорежиссуры

### Кафедры
- Кафедра специального фортепиано
- Кафедра струнных инструментов
- Кафедра духовых и ударных инструментов
- Кафедра народных инструментов
- Кафедра камерного ансамбля и концертмейстерской подготовки
- Кафедра сольного пения
- Кафедра музыкального театра
- Кафедра хорового дирижирования
- Кафедра оркестрового дирижирования
- Кафедра теории музыки
- Кафедра истории музыки
- Кафедра композиции
- Кафедра музыкальной звукорежиссуры
- Кафедра фортепиано
- Кафедра общих гуманитарных дисциплин
- Кафедра истории и теории исполнительского искусства

### Учебные кабинеты
- Кабинет электронной музыки
- Кабинет народной музыки
- Кабинет иностранного языка

### Творческие коллективы
- Симфонический оркестр Уральской консерватории
- Хор студентов Уральской консерватории
- Оркестр народных инструментов
- Духовой оркестр Уральской консерватории

В структуру Консерватории входят:
- Аспирантура и ассистентура-стажировка
- Центр дополнительного профессионального образования
- Библиотека
- Оперная студия
- Студия звукозаписи
- Музей истории консерватории
- Отдел информационных технологий

### Директора и ректоры
- Фролов Маркиан Петрович (1892—1944) — с 03.09.1934 по 04.12.1937
- Гировский Евгений Федорович (1891—1973) — с 05.12. 1937 по 16.04.1939
- Бакалейников Николай Романович (1881—1957) — с 17.04.1939 по 17.07.1941
- Луфер Абрам Михайлович (1905—1948) — с 18. 07.1941 по 14.12.1943
- Фролов Маркиан Петрович (1892—1944) — с 15.12.1943 по 01.10.1944
- Глезер Иосиф Давидович (1895—1969) — с 02.10.1944 по 31.08.1945
- Орлов Николай Фёдорович (1900—1976) — с 01.09.1945 по 01.09.1949
- Преображенский Александр Васильевич (1880—1963) — с 02.09.1949 по 15.09.1950
- Щёлоков Вячеслав Иванович (1904—1975) — с 16.09.1950 по 27.01.1953
- Чернецов Константин Павлович (1905—?) — с 27.01.1953 по 28.02.1963
- Гибалин Борис Дмитриевич (1911—1982) — с 28.02.1963 по 16.06.1975
- Блинов Евгений Григорьевич (1925—2018) — с 17.06.1975 — 11.10.1988
- Андрианов Михаил Васильевич (1937—2005) — с 12.10.1988 по 21.09.2003
- Амиров Шаукат Сабирович (1947—2023) — с 22.09.2003 по 22.12.2010
- Шкарупа Валерий Дмитриевич (1958) — с 23.12.2010

## Известные преподаватели и концертмейстеры
См. Категория:Преподаватели Уральской консерватории
- Дирижирование: нар. арт. РСФСР И. Ю. Айзикович, нар. арт. РСФСР В. Н. Барсов, нар. арт. РСФСР П. И. Горбунов, засл. арт. РФ В. Б. Завадский, нар. арт. РСФСР А. Э. Маргулян, нар. арт. РСФСР М. Л. Минский, нар. арт. РСФСР М. И. Паверман, нар. арт. РФ К. К. Тихонов, засл. арт. РСФСР А. Г. Фридлендер.
- Вокал: нар. арт. СССР В. М. Баева, нар. арт. РСФСР М. Г. Владимирова, нар. арт. РСФСР Я. Х. Вутирас, засл. арт. РСФСР М. Р. Глазунова, нар. арт. РСФСР Н. Н. Голышев, нар. арт. РСФСР С. В. Зализняк, нар. арт. Казахской ССР А. В. Преображенский, нар. арт. РСФСР И. П. Семенов, засл. арт. РСФСР В. Г. Ухов, нар. арт. РСФСР А. А. Шамбер.
- Инструмент: засл. арт. РСФСР Ш. С. Амиров, нар. арт. РСФСР Е. Г. Блинов (балалайка), засл. арт. РСФСР М. И. Лидский (скрипка), засл. арт. РСФСР Л. М. Мирчин (скрипка), нар. арт. РФ Н. Г. Панкова, засл. арт. РФ С. Ф. Пешков (виолончель), нар.арт. РФ В. А. Романько (баян), засл. арт. РСФСР Г. Д. Цомык (виолончель), засл. арт. РФ В. Д. Шкарупа (фортепиано).
- Теория и история музыки: Е. С. Берлянд-Чёрная, Б. Б. Бородин, Е. Е. Егоров, А. А. Иконников, В. Д. Конен, М. Л, Мугинштейн, Е. М. Орлова, Б. И. Певзнер, Л. Л. Христиансен, Б. С. Штейнпресс, А. Ф. Яфальян.
- Композиция: Б. Д. Гибалин, В. И. Казенин, В. А. Кобекин, Г. Н. Топорков, В. Н. Трамбицкий.
- Музыкальная комедия: нар. арт. РСФСР Г. И. Кугушев, нар. арт. СССР В. А. Курочкин.

## Известные выпускники
См: Категория:Выпускники Уральской консерватории
Народные артисты СССР:
- Вера Михайловна Баева, оперная и камерная певица (лирико-колоратурное сопрано), педагог;
- Гуляев, Юрий Александрович, эстрадный и оперный певец (баритон), композитор;
- Дугаржап Цыренович Дашиев, оперный певец (лирико-драматический тенор), педагог, общественный деятель;
- Бау Ямпилов, бурятский композитор, дирижёр, педагог;
- Борис Тимофеевич Штоколов, оперный певец (бас).

Народные артисты РСФСР и Российской Федерации:
- певцы: А. С. Афанасьева, В. Н. Барынин, Г. М. Бибичева, В. Я. Богданов, А. А. Большаков, В. И. Борисенко, М. Г. Владимирова, Н. Н. Голышев, Н. К. Даутов, В. В. Ефимов, С. В. Зализняк, М. Г. Киселёв, О. Д. Кондина, Н. Д. Копылов, В. М. Нестягина, В. А. Никеев, В. М. Огновенко, С. П. Оконешников, В. Н. Попов, Н. Г. Попович, И. П. Семенов, И. П. Степанов, В. А. Турчанис, В. И. Тюменцев, А. А. Шамбер, Ч. Г. Шанюшкина, Э. М. Шубина, В. Н. Яковлева;
- дирижеры: Е. В. Бражник, П. И. Горбунов, В. М. Горелик, Е. В. Колобов, В. В. Михальченко ;
- музыканты: Ш. С. Амиров (балалайка), Т. Н. Воронина (фортепиано), В. А. Романько (баян);
- композиторы: В. И. Казенин, Л. А. Лядова, Е. П. Родыгин.

Народные артисты Белорусской ССР: Н. В. Гайда (певица, артистка оперетты), В. С. Экнадиосов (певец, педагог).
Народный артист Молдавской ССР: А. Г. Самуил (дирижер).
Народный артист Монголии: Агваанцэрэнгийн Энхтайван (певец).
Другие: Ю. В. Алексеев (дирижер, засл. деят. искусств УССР), А. А. Андреев (композитор, засл. деят. искусств РФ), В. М. Бубнович (фаготист, засл. арт. РСФСР), П. С. Варивода (дирижер, засл. деят. искусств УССР), С. К. Галимова (певица, засл. арт. РСФСР), Ю. Д. Гибалин (композитор, засл. деят. искусств РСФСР), Г. Г. Гудкова (певица, засл. арт. РФ), Л. Л. Дитко (хормейстер, засл. арт. РСФСР), В. Б. Завадский (дирижер, засл. арт. РФ), Ю. М. Клепалов (балалаечник, засл. арт. РФ), А. Н. Колотурский (директор Свердловской филармонии), А. А. Людмилин (дирижер, засл. деят. искусств РФ), А. А. Макаров (композитор, пианист), Б. Г. Манжора (музыковед, засл. деят. искусств РСФСР), Н. А. Морозов (композитор), М. Г. Муртазина (певица, засл. деят. искусств РСФСР), Г. М. Оганезов (кларнетист, дирижер, засл. арт. РФ), О. В. Пайбердин (композитор), Н. В. Пантелеева (певица, засл. арт. РСФСР), М. К. Попова (певица, нар. арт. Якутии), Н. М. Пузей (композитор, засл. деят. искусств РСФСР), Г. П. Рогожникова (хоровой дирижер, засл. деят. искусств РСФСР), В. Н. Талабуев (саксофонист, засл. арт. РФ), А. К. Фраучи (гитарист, засл. арт. РФ), В. Н. Чекасин (саксофонист), В. В. Чистяков (дирижер, засл. деят. искусств РФ), Н. Е. Чунихин (дирижер, засл. деят. искусств РФ), К. К. Шевелев (композитор), Л. П. Шкарупа (дирижер, засл. деят. искусств РФ), К. А. Якобсон (дирижер, засл. деят. искусств РФ) и др.

## Награды
- Орден Трудового Красного Знамени (27.08.1984), вручен коллективу консерватории в честь 50-летия её основания первым секретарем Свердловского обкома КПСС Б. Н. Ельциным.